# Love, Inc. (Fernsehserie)
Love, Inc. ist eine amerikanische Sitcom, die vom 22. September 2005 bis zum 11. Mai 2006 auf UPN zu sehen war. Die deutsche Erstausstrahlung erfolgte zum Sendestart des Comedysenders Comedy Central. Die Serie wurde von Andrew Secunda entwickelt, einem ehemaligen Texter der Sendungen Late Night with Conan O’Brien und Saturday TV Funhouse. Vorlage war ein Artikel von Elana Berkowitz aus der New York Times. Das Format wurde nach einer Staffel bedingt durch den Zusammenschluss der Sender UPN und The WB zu The CW abgesetzt.

## Handlung
Clea ist die Geschäftsführerin der erfolgreichen Dating-Agentur Love, Inc. Im Gegensatz zum beruflichen Erfolg sind Clea und all ihre Mitarbeiter alleinstehend und führen keine glückliche Beziehung.

## Entstehung
| Figur          | Darsteller           | Deutscher Sprecher |
| -------------- | -------------------- | ------------------ |
| Denise Johnson | Busy Philipps        | Solveig Duda       |
| Clea           | Holly Robinson Peete | Elisabeth Günther  |
| Viviana        | Ion Overman          | Katrin Fröhlich    |
| Francine       | Reagan Gomez-Preston | Shandra Schadt     |
| Barry          | Vince Vieluf         | Philipp Brammer    |

Der eigentlich geplante Serientitel war Wing Woman. Im Pilotfilm war noch Shannen Doherty in einer der Rollen zu sehen. Der Sender entschied sich jedoch aus ungenannten Gründen für einen Umbesetzung.
Die Synchronisation der Serie fand bei PPA Film GmbH Pierre Peters-Arnolds in München statt. Katrin Fröhlich und Solveig Duda, die beide jeweils eine Hauptrolle synchronisierten, waren für das Dialogbuch und die Dialogregie verantwortlich.

## Ausstrahlung
Bis auf die Pilotfolge spielen alle Originaltitel auf bekannte Fernsehserien wie Full House, Friends oder Arrested Development an.
| #  | Originaltitel        | Dt. Titel                 | Premiere      | Dt. Premiere  |
| -- | -------------------- | ------------------------- | ------------- | ------------- |
| 1  | Pilot                | Alles Liebe               | 22. Sep. 2005 | 15. Jan. 2007 |
| 2  | Living Single        | Nur eins im Kopf          |               | 22. Jan. 2007 |
| 3  | Mad About You        | Verrückt nach dir         |               | 29. Jan. 2007 |
| 4  | Bossom Buddies       | Frauen unter sich         |               | 5. Feb. 2007  |
| 5  | Family Ties          | Familienbande             |               | 12. Feb. 2007 |
| 6  | Amen                 | Amen                      |               | 19. Feb. 2007 |
| 7  | Hope And Faith       | Männer ohne Nerven        |               | 7. Mai 2007   |
| 8  | Thick & Thin         | Durch dick und dünn       |               | 8. Mai 2007   |
| 9  | One On One           | Einer gegen einen         |               | 14. Mai 2007  |
| 10 | The Honeymooners     | Süßer die Glocken...      |               | 14. Mai 2007  |
| 11 | Three’s Company      | Drei zum Verlieben        |               | 19. Mai 2007  |
| 12 | Arrested Development | Dreamgirl                 |               | 22. Mai 2007  |
| 13 | Grace Under Fire     | Jede Menge Mike           |               | 26. Mai 2007  |
| 14 | Hello Larry          | Hallo Larry               |               | 26. Mai 2007  |
| 15 | Major Dad            | Major Dad                 |               | 23. März 2007 |
| 16 | Curb Your Enthusiasm | Einmal Liebe, kein Zurück |               | 23. März 2007 |
| 17 | Anything But Love    | Phobie, Phobie...         |               | 1. Apr. 2007  |
| 18 | Cursed               | Verflucht                 |               | 1. Apr. 2007  |
| 19 | Fired Up             | Rettung für den Retter    |               | 2. Apr. 2007  |
| 20 | Full House           | Full House                |               | 2. Apr. 2007  |
| 21 | Dream On             | Ein Engel auf Erden       |               | 9. Apr. 2007  |
| 22 | Friends              | Freunde für immer         | 11. Mai 2006  | 26. Mai 2007  |

| Saison    | Ep. | Premiere      | Finale       | Zuschauer | Rang |
| --------- | --- | ------------- | ------------ | --------- | ---- |
| 2005–2006 | 22  | 22. Sep. 2005 | 11. Mai 2006 | 2,6 Mio.  | #141 |

## Belege
1. ↑  Series. In: The Hollywood Reporter. Nielsen Business Media, 26. Mai 2006, archiviert vom Original am 8. Dezember 2006; abgerufen am 12. September 2009.